# 德威特鎮區 (北達科他州迪瓦德縣)
德威特鎮區（英語：De Witt Township）是位於美國北達科他州迪瓦德縣的一個鎮區。

## 地方資料
德威特鎮區的面積為109.55平方千米，當中陸地面積為106.73平方千米，而水域面積為2.81平方千米。根據2020年美國人口普查的數據，當地共有人口30人，而人口密度為每平方千米0.27人。